# Бондарчук Володимир Іванович
Володи́мир Іва́нович Бондарчу́к (нар. 24 березня 1947, с. Зороків Черняхівського району Житомирської області) — валторніст, педагог, народний артист України (2018).

## Життєпис
1965—1967 — артист оркестру (валторна) Житомирського музично-драматичного театру.
1967—1972 — навчання в Одеській консерваторії (клас О. М. Березняка). Під час навчання працював в різних оркестрах.
1967—1968 — соліст оркестру в Одеському театрі музичної комедії.
1969—1970 — соліст оркестру Одеського оперного театру.
1970—1971 — соліст філармонійного оркестру Одеси.
1971—1974 — концертмейстер групи валторн симфонічного оркестру Дніпропетровської обласної філармонії.
1974—2011 — концертмейстер групи валторн Національного одеського філармонійного оркестру.
Від 1979 року викладає на кафедрі духових та ударних інструментів Одеської національної музичної академії імені А. В. Нежданової. За сумісництвом з 1974 року — концертмейстер групи валторн симфонічного оркестру цього вишу.

## Репертуар
Твори Ґлієра, Колесси, Скорика, Станковича, Чайковського, Моцарта, Штраусса.

## Визнання
- 1994 — заслужений артист України[2]
- 2018 — народний артист України